# Клавесин
Клавесинът (на френски: clavecin) или чембалото (на италиански: cembalo) е клавишно-струнен музикален инструмент, предшественик на пианото. Звукът на клавесина се произвежда чрез дърпане на струните, а не чрез удряне по тях както при пианото. Тембърът на клавесина е бляскав, но малко остър и сух. Звукът, който произвежда клавесинът, е рязък, металически и звънлив. За разлика от пианото, той няма педали, тъй като дължината на тона винаги е еднаква. Тъй като звукът заглъхва твърде бързо, той не е подходящ за изпълнение на бавни напевни мелодии.

## История
Най-старият оцелял клавесин е изработен около 1521 г. С течение на времето корпусът му започва да се украсява с множество изящни детайли и всеки нов инструмент се превръща в произведение на декоративното изкуство. Клавесинът е широко използван в произведенията от епохата на барока – от 16. до края на 18. век. Клавесинът не притежава технически възможности за динамични нюанси, поради което през 17. и 18. век се изработват инструменти с две (понякога – три) мануала, разположени терасообразно. Всеки мануал е пригоден за различна динамика (най-често – форте и пиано), като клавишите опъват различни по дължина струни. Това позволява произвеждане на по-силни тонове и разнообразие на тембъра.
Принципът на звукоизвличане е чрез разположен на края на всеки клавиш плектрум, който при натиск закача края на струната и произвежда звук. Подобно звукоизвличане има и виржиналът, но при него се докосва средата на струната.
Клавесинът е изключително популярен през 17. и първата половина на 18. век, след което е изместен от пианото.

## Разновидности
- Виржинал (по всяка вероятност от латинското virgo – девица) – английска разновидност на клавесина с правоъгълна форма. На всеки клавиш съответства отделна струна, привеждана в движение посредством перо, което не удря струната, а само я дърпа. Има мек и нежен тон. Най-старите вирджинали датират от XVII век. Разцветът на вирджиналната музика в Англия е между 1550 и 1650 г., когато там се развива самостоятелна клавирна инструментална литература. В Германия и Италия през този период не са правели разлика между органна и клавесинна музика. Композициите от тази епоха са запазени в няколко сборника, най-важен от които е Virginal book. При тях стилът е чисто инструментален, освободен от влиянието на вокалната музика.
- Спинет (итал. spinetta от латински spineta) – малък клавесин с един мануал, употребяван преди всичко в домашната музика през XV-XVII век. Създаден е от венецианеца Спинетус (Spinetus) през 1508 г. Съществуват спинети с две клавиатури, разположени една над друга.[1]